# Rave Tapes
Rave Tapes е осмият студиен албум на шотландската пост рок група Могуай (Mogwai), който излиза на 20 януари 2014 г. чрез Рок Акшън Рекърдс в Обединеното кралство и на следващия ден чрез Съб Поп в САЩ. Издаден е на винил, компактдиск, високо качествен дигитален даунлоуд и като част от лимитирано издаден бокс сет. По време на първата седмица от издаването на албума, той достига 10-а позиция в Британската албумна класация и 2-ра в Шотландската албумна класация.

## Преглед
На 5 август 2013 г. групата публикува изображение в Инстаграм, озаглавено „1-ви ден в Кесъл ъф Дум от записването на нашия нов албум“. На 28 октомври 2013 г. песента Remurdered има премиера в радиостанцията Рейдио Сикс Мюзик на Би Би Си и в Саундклауд, и списъкът с песните е обявен. Дебютът на шест песни от албума (Heard About You Last Night, Master Card, Blues Hour, The Lord is Out of Control, Hexon Bogon и Remurdered) е направен на концерт в Кеймбридж Джънкшън на 28 ноември, подготовка за проявата им във фестивала Ей Ти Пи. Пет дена по-късно, в Ютюб е публикуван официален видеоклип към The Lord is Out of Control.

## Оценка
В Алтърнатив Прес, Робърт Хем дава оценка от четири звезди (от общо пет), и пише че звученето е станало по-меко, а групата „остарява елегантно и блестящо“. Джо Грас от Ролинг Стоун дава три и половина звезди (от общо пет) и отбелязва, че "Много са тези, родени да правят рок; Могуай са родени, за да успяват". Консикуънс ъф Саунд обявява, че групата вероятно „ще устои като последния неподвижен стълб на жанра“ и нарича песните Remurdered и The Lord Is Out of Control стойностни композиции. Бъз енд Хаул пише, че Rave Tapes „не е толкова трескаво спешна колекция, а по-скоро доволен и струващ си спомен“, и отбелязва, че „краутрокът вдъхновява по много фин начин голяма част от албума“.

## Списък на песните
| №   | Име                        | Време |
| --- | -------------------------- | ----- |
| 1.  | Heard About You Last Night |       |
| 2.  | Simon Ferocious            |       |
| 3.  | Remurdered                 |       |
| 4.  | Hexon Bogon                |       |
| 5.  | Repelish                   |       |
| 6.  | Master Card                |       |
| 7.  | Deesh                      |       |
| 8.  | Blues Hour                 |       |
| 9.  | No Medicine for Regret     |       |
| 10. | The Lord is Out of Control |       |